# Jason Finn
Jason Finn, född 27 oktober 1967 i Seattle i Washington, är en amerikansk musiker som är mest känd som trummis och sångare i rockbandet The Presidents of the United States of America. Han har tidigare varit trummis i banden Love Battery, Skin Yard och The Fastbacks tills det att han bildade det sistnämnda bandet tillsammans med Dave Dederer och Chris Ballew. Han och Dederer har haft en egen grupp vid namn Subset som de bildade tillsammans med Sir Mix-a-Lot år 1998 men den skulle senare komma att upphöra.